# Надзаладеви
Надзаладеви (груз. ნაძალადევი) — административный район Тбилиси, на северо-западе города. Один из важных центров революционного движения в Грузии.

## История района
Район Надзаладеви выделился из исторического района Дидубе при строительстве железной дороги между Тифлисом и Поти в 1872 г. Пространство от реки Куры до железнодорожных путей сохранило название Дидубе, тогда как земли в восточной части за железной дорогой, в 80-е годы XIX века стали заселяться железнодорожными рабочими. Они строили здесь дома, не спрашивая начальства и помещиков. Отсюда и пошло название этого района: Надзаладеви (ნაძალადევი), что можно перевести как «принуждённый», то есть взятый силой. На русском языке этот район получил название «Нахаловка».
Эта изначальная застройка стала известна как «старый Надзаладеви». В 20-е годы XX века с другой стороны Худадовского леса возникло похожее поселение «новый Надзаладеви».

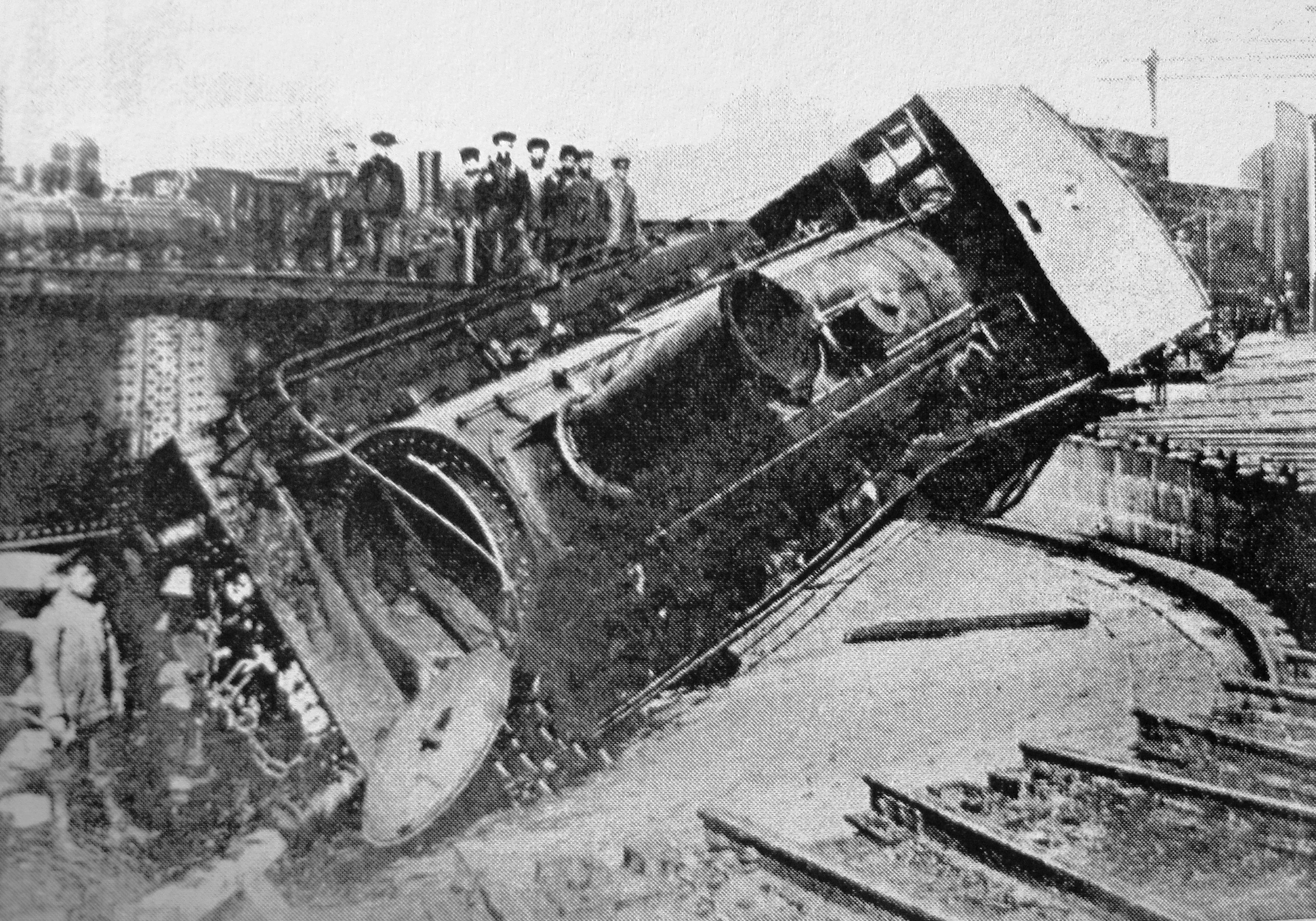
Поезд в Тифлисе, перевёрнутый во время забастовки работников Закавказской железной дороги

## Значение района в революционном движении
Железнодорожные мастерские Надзаладеви стали боевой школой тбилисского пролетариата. Здесь, в подвале дома С. Азмаифарашвили летом 1900 года революционно настроенные рабочие организовали первую в Закавказье нелегальную типографию, где печатались революционные воззвания и прокламации. 
С первых же дней всеобщей политической забастовки в декабре 1905 г. власть в Надзаладеви перешла в руки восставшего пролетариата. Рабочие района ненадолго образовали «республику». Они вооружались. Забастовка должна была перерасти в вооруженный мятеж. 
Царское правительство прибегло к репрессиям — на железных дорогах были объявлено военное регулирование. 17 декабря войска окружили Назаладеви конными частями и артиллерией. Несмотря на самоотверженное сопротивление рабочих, восстание потерпело поражение. 
Иосиф Сталин начал свою революционную деятельность в Надзаладеви. Он работал здесь в железнодорожных мастерских и занимался революционной деятельностью. Другие известные революционеры, из Надзаладеви: М. Калинин, М. Бочоридзе, З. Ходришвили, Г. Теля, В. Стуруа, С. Аллилуев, П. Монтини и др.

## Единицы, входящие в состав административного района
- Авшниани (ავშნიანი)
- Темка (თემქა)
- Згвисубани (ზღვისუბანი), или дословно «приморский район»
- Лоткина гора (ლოტკინის გორა)
- Грмагеле (ღრმაღელე), другое название Санзона (სანზონა), сокращение от прежнего названия «Санитарная Зона».

## Достопримечательности
- Хроники Грузии
- Тбилисское море
- Парк культуры и отдыха ветеранов им. Киквидзе
- Кинотеатр «Сакартвело» (Грузия)
- Арт-Холл
- Сосисочная с 1964 года[4]